# ابیار الماشی
ابیار الماشی (به عربی: أبیار الماشی) یک منطقهٔ مسکونی در عربستان سعودی است که در استان مدینه واقع شده‌است.